# Marino João Franzini
Marino João Franzini (Lisboa (Encarnação), 8 de março de 1839 — Lisboa, 26 de novembro de 1908) foi um um oficial do Exército Português que, entre outras funções de relevo, foi deputado às Cortes, par do reino e Ministro e Secretário de Estado dos Negócios da Guerra do 41.º governo da Monarquia Constitucional, em funções de 9 de novembro de 1889 a 14 de janeiro de 1890.

## Biografia
Nasceu em Lisboa, filho de Marino Miguel Franzini, brigadeiro da Brigada Real de Marinha, deputado e par do Reino, Ministro e Conselheiro de Estado, pioneiro da Meteorologia em Portugal, e de Carlota Sebastiana Franzini.